# Телент (Орегон)
Телент (англ. Talent) — місто (англ. city) в США, в окрузі Джексон штату Орегон. Населення — 6282 особи (2020).

## Географія
Телент розташований за координатами 42°14′26″ пн. ш. 122°46′52″ зх. д. / 42.24056° пн. ш. 122.78111° зх. д. (42.240421, -122.781104).  За даними Бюро перепису населення США в 2010 році місто мало площу 3,44 км², з яких 3,44 км² — суходіл та 0,00 км² — водойми.

### Клімат
| Клімат : Телент         | Клімат : Телент | Клімат : Телент | Клімат : Телент | Клімат : Телент | Клімат : Телент | Клімат : Телент | Клімат : Телент | Клімат : Телент | Клімат : Телент | Клімат : Телент | Клімат : Телент | Клімат : Телент | Клімат : Телент |
| Показник                | Січ.            | Лют.            | Бер.            | Квіт.           | Трав.           | Черв.           | Лип.            | Серп.           | Вер.            | Жовт.           | Лист.           | Груд.           | Рік             |
| Абсолютний максимум, °C | 21,1            | 25,6            | 27,8            | 31,1            | 38,3            | 40,6            | 41,1            | 42,2            | 39,4            | 36,1            | 26,1            | 21,1            | 42,2            |
| Середній максимум, °C   | 7,4             | 10,7            | 14,4            | 18,7            | 22,7            | 26,9            | 32,0            | 31,2            | 26,7            | 19,3            | 11,8            | 7,6             | 19,2            |
| Середній мінімум, °C    | −1,3            | −0,1            | 1,1             | 3,2             | 5,9             | 8,9             | 11,3            | 10,6            | 7,6             | 3,9             | 0,9             | −0,6            | 4,3             |
| Абсолютний мінімум, °C  | −18,3           | −18,3           | −8,3            | −6,7            | −5              | −1,7            | 0,0             | 1,1             | −2,8            | −10,6           | −16,1           | −20             | −20             |
| Норма опадів, мм        | 61              | 50              | 41              | 32              | 37              | 26              | 9               | 6               | 19              | 45              | 61              | 71              | 458             |
| ----------------------- | --------------- | --------------- | --------------- | --------------- | --------------- | --------------- | --------------- | --------------- | --------------- | --------------- | --------------- | --------------- | --------------- |
| Джерело:                |                 |                 |                 |                 |                 |                 |                 |                 |                 |                 |                 |                 |                 |

## Демографія
Згідно з переписом 2010 року, у місті мешкало 6066 осіб у 2639 домогосподарствах у складі 1462 родин. Густота населення становила 1761 особа/км².  Було 2826 помешкань (821/км²).
Расовий склад населення:
| - 87,0 % — білих - 1,3 % — корінних американців - 0,9 % — азіатів - 0,8 % — чорних або афроамериканців - 0,2 % — вихідців з тихоокеанських островів - 5,9 % — осіб інших рас |

До двох чи більше рас належало 3,9 %. Частка іспаномовних становила 15,6 % від усіх жителів.
За віковим діапазоном населення розподілялося таким чином: 24,0 % — особи молодші 18 років, 59,7 % — особи у віці 18—64 років, 16,3 % — особи у віці 65 років та старші. Медіана віку мешканця становила 38,4 року. На 100 осіб жіночої статі у місті припадало 87,1 чоловіків;  на 100 жінок у віці від 18 років та старших — 83,5 чоловіків також старших 18 років.
Середній дохід на одне домашнє господарство  становив 47 523 долари США (медіана — 36 528), а середній дохід на одну сім'ю — 59 375 доларів (медіана — 47 121). Медіана доходів становила 42 936 доларів для чоловіків та 31 454 долари для жінок. За межею бідності перебувало 20,6 % осіб, у тому числі 30,9 % дітей у віці до 18 років та 9,4 % осіб у віці 65 років та старших.
Цивільне працевлаштоване населення становило 3047 осіб. Основні галузі зайнятості: освіта, охорона здоров'я та соціальна допомога — 31,7 %, роздрібна торгівля — 14,2 %, мистецтво, розваги та відпочинок — 12,6 %.